# سمه
سَمِّه، طایفه و سلسله‌ای از پادشاهان سند از ۷۳۴ تا ۹۲۷ ه.ق است.